# Amanita strobiliformis
Amanita strobiliformis là một loài nấm thuộc chi Amanita trong họ Amanitaceae.

## Miêu tả
Mũ nấm có đường kính từ 7,6 - 25,4 cm. Cuống nấm dài từ 7,6 - 20,3 cm, cuống dày, màu trắng, hơi phồng ở phần dưới và có thể nặng tới 0,4 kg. Bào tử nấm hình trái xoan.

## Thực phẩm
Mặc dù được coi là một loài nấm vô hại, khả năng dùng làm thực phẩm của nấm này vẫn chưa được xác định rõ. Trong cây nấm chứa hợp chất muscimol (C4H6N2O2) tương tự như ở các loài Amanita muscaria và Amanita pantherina.

## Phân bố
Amanita strobiliformis mọc đơn lẻ hoặc thành cụm trong rừng, bìa rừng. Đây cũng là một loài nấm hiếm mọc.